# Liga Leumit 1998-1999
La Liga Leumit 1998-1999 è stata la 58ª edizione della massima divisione del campionato israeliano di calcio.
Fu l'ultima edizione in cui la prima divisione del campionato venne denominata "Liga Leumit", prima dell'istituzione della Ligat ha'Al.
Il torneo si svolse con la consueta formula del girone all'italiana con partite di andata e ritorno tra le 16 squadre partecipanti, per un totale di 30 giornate.
In vista della riduzione del numero dei club della massima serie a 14, a partire dalla stagione successiva, furono previste tre retrocessioni in seconda divisione e una sola promozione da quest'ultima.
Il campionato ebbe inizio il 22 agosto 1998 e si concluse il 29 maggio 1999 con la vittoria dell'Hapoel Haifa (primo titolo).
Capocannoniere del torneo fu il polacco Andrzej Kubica (primo miglior marcatore non israeliano), del Maccabi Tel Aviv, con 21 gol.

## Squadre partecipanti
| Club                   | Città         |
| ---------------------- | ------------- |
| Beitar Gerusalemme     | Gerusalemme   |
| Bnei Yehuda            | Tel Aviv      |
| Hapoel Beit She'an     | Beit She'an   |
| Hapoel Gerusalemme     | Gerusalemme   |
| Hapoel Haifa           | Haifa         |
| Hapoel Kfar Saba       | Kfar Saba     |
| Hapoel Tzafririm Holon | Holon         |
| Hapoel Petah Tiqwa     | Petah Tiqwa   |
| Hapoel Tel Aviv        | Tel Aviv      |
| H. Rishon LeZion       | Rishon LeZion |
| Ironi Ashdod           | Ashdod        |
| Maccabi Haifa          | Haifa         |
| Maccabi Herzliya       | Herzliya      |
| Maccabi Giaffa         | Giaffa        |
| Maccabi Petah Tiqwa    | Petah Tiqwa   |
| Maccabi Tel Aviv       | Tel Aviv      |

## Classifica finale
|                     | Pos. | Squadra                | Pt | G  | V  | N  | P  | GF | GS | DR  |
| ------------------- | ---- | ---------------------- | -- | -- | -- | -- | -- | -- | -- | --- |
| Campione di Israele | 1.   | Hapoel Haifa           | 71 | 30 | 22 | 5  | 3  | 66 | 23 | +43 |
|                     | 2.   | Maccabi Tel Aviv       | 63 | 30 | 20 | 3  | 7  | 77 | 32 | +45 |
|                     | 3.   | Maccabi Haifa          | 60 | 30 | 19 | 3  | 8  | 62 | 24 | +38 |
|                     | 4.   | Beitar Gerusalemme     | 57 | 30 | 17 | 6  | 7  | 67 | 33 | +34 |
| [ 1 ]               | 5.   | Hapoel Tel Aviv        | 52 | 30 | 15 | 7  | 8  | 45 | 26 | +19 |
|                     | 6.   | Hapoel Petah Tiqwa     | 46 | 30 | 13 | 7  | 10 | 54 | 47 | +7  |
|                     | 7.   | H. Rishon LeZion       | 42 | 30 | 12 | 6  | 12 | 58 | 60 | -2  |
|                     | 8.   | Hapoel Kfar Saba       | 39 | 30 | 11 | 6  | 13 | 47 | 66 | -19 |
|                     | 9.   | Hapoel Gerusalemme     | 38 | 30 | 11 | 5  | 14 | 35 | 52 | -17 |
|                     | 10.  | Maccabi Petah Tiqwa    | 37 | 30 | 10 | 7  | 13 | 45 | 45 | 0   |
|                     | 11.  | Bnei Yehuda            | 36 | 30 | 10 | 6  | 14 | 43 | 51 | -8  |
| [ 2 ]               | 12.  | Ironi Ashdod           | 36 | 30 | 9  | 9  | 12 | 40 | 49 | -9  |
|                     | 13.  | Maccabi Herzliya       | 35 | 30 | 10 | 5  | 15 | 31 | 42 | -11 |
|                     | 14.  | Hapoel Tzafririm Holon | 34 | 30 | 8  | 10 | 12 | 35 | 38 | -3  |
|                     | 15.  | Hapoel Beit She'an     | 18 | 30 | 5  | 3  | 22 | 25 | 83 | -58 |
|                     | 16.  | Maccabi Giaffa         | 10 | 30 | 2  | 4  | 24 | 15 | 73 | -58 |

## Verdetti
- Hapoel Haifa campione di Israele 1998-1999, qualificato al secondo turno preliminare della Champions League 1999-2000
- Maccabi Tel Aviv e Hapoel Tel Aviv qualificati al turno preliminare della Coppa UEFA 1999-2000
- Maccabi Haifa qualificato al primo turno della Coppa Intertoto 1999
- Hapoel Tzafririm Holon, Hapoel Beit She'an e Maccabi Giaffa retrocessi in Liga Leumit 1999-2000
- Maccabi Netanya promosso in Ligat ha'Al 1999-2000

## Classifica marcatori
| Calciatore     | Squadra            | Gol |
| -------------- | ------------------ | --- |
| Andrzej Kubica | Maccabi Tel Aviv   | 21  |
| Motti Kakoun   | Hapoel Petah Tiqwa | 20  |
| Amir Turgeman  | Ironi Ashdod       | 19  |
| Yaniv Abargil  | Maccabi Haifa      | 17  |
| Avi Nimni      | Hapoel Tel Aviv    | 17  |
| Kobi Refua     | Bnei Yehuda        | 17  |
| Nir Sevilia    | Hapoel Petah Tiqwa | 17  |